# Zenon Maksymowicz
Zenon Maksymowicz (ur. 12 lutego 1910 w Brzesku, zm. 29 września 1993 w Tarnowie) – polski artysta fotograf. Członek rzeczywisty Związku Polskich Artystów Fotografików. Prezes Zarządu Oddziału Wielkopolskiego ZPAF. Współinicjator utworzenia Tarnowskiego Towarzystwa Fotograficznego. Członek rzeczywisty i członek honorowy Tarnowskiego Towarzystwa Fotograficznego. Członek rzeczywisty i wiceprezes Zarządu Poznańskiego Towarzystwa Fotograficznego.

## Życiorys
Zenon Maksymowicz absolwent tarnowskiego gimnazjum, związany z fotografią artystyczną od 1927 roku – wówczas podjął naukę w Studium Fotografii Artystycznej. W 1929 roku (wspólnie z Karolem Fusiarskim, Władysławem Mroczkowskim, Tadeuszem Piątkowskim, Walerianem Reisem) był współinicjatorem utworzenia Tarnowskiego Towarzystwa Fotograficznego. Miejsce szczególne w jego twórczości zajmowała fotografia opracowywana w szlachetnych technikach fotograficznych (bromolej, guma, przetłok). 
W 1936 roku został kierownikiem działu kinematograficznego w przedstawicielstwie firmy Kodak, w Warszawie. Po 1939 roku Zenon Maksymowicz osiedlił się w Poznaniu, gdzie podjął pracę w firmie Foto-Gregera – jako kierownik laboratorium. W połowie lat 30. XX wieku był redaktorem prowadzącym kwartalnika Ero-Foto, ilustrowanego pisma o fotografii amatorskiej, będącego agendą Wytwórni Fotochemicznej Ero w Poznaniu. Od 1945 roku był fotoreporterem oraz kierownikiem laboratorium w Polskiej Agencji Prasowej Polpress (wówczas zajmował się m.in. fotografią teatralną – dokumentacją przedstawień teatralnych w teatrach Poznania, Szczecina, Gniezna i Opola). 
Zenon Maksymowicz był uczestnikiem i laureatem wielu wystaw fotograficznych; krajowych i międzynarodowych – w Polsce i za granicą (począwszy od Pierwszej Ogólnopolskiej Wystawy Fotografii Artystycznej, zorganizowanej staraniem Tarnowskiego Towarzystwa Fotograficznego, w 1932 roku). Jego fotografie były prezentowane między innymi w Zachęcie Narodowej Galerii Sztuki w Warszawie, Polnische Kunstphotographie der Gegenwart w Rappersvillu, w Szwajcarii, na Wystawie Fotografiki Polskiej w Bułgarii, na wystawie Fotografia Polska w Szanghaju oraz ekspozycji Murowaniec – legenda Tatr w Poznaniu. 
W 1951 roku został przyjęty w poczet członków rzeczywistych Związku Polskich Artystów Fotografików, w którym (w czasie późniejszym) pełnił funkcję prezesa Zarządu Okręgu Wielkopolskiego ZPAF. Był członkiem rzeczywistym i wiceprezesem Zarządu Poznańskiego Towarzystwa Fotograficznego. W 1980 roku otrzymał tytuł członka honorowego Tarnowskiego Towarzystwa Fotograficznego. W 1970 roku osiedlił się w Hali Gąsienicowej, gdzie parał się fotografią Tatr. Od połowy lat 70. XX wieku zainteresował się twórczością w fotografii barwnej. 
Zenon Maksymowicz zmarł 29 września 1993 w Tarnowie, dokąd (z zalecania lekarzy) przewieziono go z Zakopanego.

## Odznaczenia
- Medal 40-lecia ZPAF (1987)
- Medal 150-lecia Fotografii (1989)

Źródło